# Pycreus dewildeorum
Pycreus dewildeorum là loài thực vật có hoa trong họ Cói. Loài này được J.Raynal miêu tả khoa học đầu tiên năm 1969.